# Le Bélieu
Le Bélieu település Franciaországban, Doubs megyében. Lakosainak száma 512 fő (2022. január 1.). Le Bélieu Noël-Cerneux, La Bosse és Fournets-Luisans községekkel határos.

## Népesség
A település népességének változása:
| Lakosok száma | 201  | 212  | 249  | 286  | 380  | 422  | 450  | 500  | 504  | 512  |
|               | 1968 | 1982 | 1990 | 2006 | 2013 | 2015 | 2017 | 2019 | 2020 | 2022 |